# Yarrow Point
La ville de Yarrow Point est située dans le comté de King, dans l’État de Washington, aux États-Unis. Sa population s’élevait à 1 001 habitants lors du recensement de 2010, estimée à 1 126 habitants en 2017.

## Source
- (en) Cet article est partiellement ou en totalité issu de l’article de Wikipédia en anglais intitulé « Yarrow Point, Washington » (voir la liste des auteurs).

1. ↑  « Population and Housing Unit Estimates » (consulté le 24 mars 2018)
2. ↑  Bureau du recensement des États-Unis, « Census of Population and Housing » (consulté le 31 juillet 2013)
3. ↑  « Population Estimates », Bureau du recensement des États-Unis (consulté le 12 juillet 2016)